# Episodi di Aikatsu!

Le protagoniste, Ichigo Hoshimiya (st. 1-2) e Akari Ozora (st. 3-4), e il logo originale della serie

Lista degli episodi di Aikatsu!, anime di quattro stagioni trasmesso in Giappone su TV Tokyo; la prima è andata in onda dall'8 ottobre 2012 al 26 settembre 2013, la seconda dal 3 ottobre 2013 al 25 settembre 2014, la terza dal 2 ottobre 2014 al 24 settembre 2015 e la quarta dal 1º ottobre 2015 al 31 marzo 2016. Tre film dedicati alla serie sono usciti, rispettivamente, il 13 dicembre 2014, il 22 agosto 2015 e il 13 agosto 2016.
Le sigle originali sono cantate dai gruppi idol "STAR☆ANIS" e "AIKATSU☆STARS!" e sono per l'apertura Signalize! (ep. 1-25), Diamond Happy (ダイヤモンドハッピー?) (ep. 26-50), KIRA☆Power (ep. 51-75), SHINING LINE* (ep. 76-101), Du-Du-Wa DO IT!! (ep. 102-126), Lovely Party Collection (ep. 127-151), Lovely Party Collection (STARS! ver.) (ep. 152) e START DASH SENSATION (ep. 153-178), mentre per la chiusura Calendar Girl (カレンダーガール?) (ep. 1-25, 125), Hirari/Hitori/Kirari (ヒラリ／ヒトリ／キラリ?) (ep. 26-43, 45-50), Alice blue no kiss (アリスブルーのキス?) (ep. 44), Original Star☆彡 (オリジナルスター☆彡?) (ep. 51-75), Precious (ep. 76-101), Good morning my dream (ep. 102-124, 126), Tutu Ballerina (チュチュ・バレリーナ?) (ep. 127-152) e lucky train! (ep. 153-178).

## Lista episodi

### Prima stagione
Gli episodi sono stati raccolti in 9 DVD dal 2 marzo 2013 al 4 febbraio 2014 e due Blu-ray box dal 5 novembre 2014 al 3 febbraio 2015.
| Nº | Titolo italiano (traduzione letterale) Giapponese 「Kanji」 - Rōmaji                                                             | In onda           | In onda |
| Nº | Titolo italiano (traduzione letterale) Giapponese 「Kanji」 - Rōmaji                                                             | Giapponese        |         |
| 1  | Anch'io divento un'idol? 「私がアイドルになっても？」 - Watashi ga aidoru ni natte mo?                                           | 8 ottobre 2012    |         |
| 2  | È pieno di idol! 「アイドルがいっぱい！」 - Aidoru ga ippai!                                                                     | 15 ottobre 2012   |         |
| 3  | Voglio sapere di più su di te 「あなたをもっと知りたくて」 - Anata wo motto shiritakute                                          | 22 ottobre 2012   |         |
| 4  | Oh! My! Fan! 「Ｏｈ！Ｍｙ！Ｆａｎ！」                                                                                            | 29 ottobre 2012   |         |
| 5  | Ran! Runway! 「ラン！ランウェイ！」 - Ran! Ranwei!                                                                               | 5 novembre 2012   |         |
| 6  | Pazzo autografo! 「サインに夢中！」 - Sain ni muchū!                                                                             | 12 novembre 2012  |         |
| 7  | Attenzione ai tweet 「つぶやきにご用心」 - Tsubuyaki ni goyōjin                                                                  | 19 novembre 2012  |         |
| 8  | Il sole sotterraneo 「地下の太陽」 - Chika no taiyō                                                                              | 26 novembre 2012  |         |
| 9  | Move on now! 「Ｍｏｖｅ ｏｎ ｎｏｗ！」                                                                                          | 3 dicembre 2012   |         |
| 10 | Otome dell'arcobaleno 「虹色のおとめ」 - Niji-iro no Otome                                                                       | 10 dicembre 2012  |         |
| 11 | Otome si è innamorata di qualcuno 「おとめは誰かに恋してる」 - Otome wa dareka ni koishiteru                                     | 17 dicembre 2012  |         |
| 12 | Vi auguriamo buon Natale! 「Ｗｅ ｗｉｓｈ ｙｏｕ ａ ｍｅｒｒｙ Ｃｈｒｉｓｔｍａｓ！」                                            | 24 dicembre 2012  |         |
| 13 | Tragedia di calorie! 「カロリーの悲劇！」 - Karorī no higeki!                                                                    | 7 gennaio 2013    |         |
| 14 | Cattive Investigatrici♥ 「イケナイ刑事（でか）♥」 - Ikenai Deka♥                                                                 | 14 gennaio 2013   |         |
| 15 | Amore sotto un albero di canfora 「クスノキの恋」 - Kusunoki no koi                                                              | 21 gennaio 2013   |         |
| 16 | Batticuore!! Special Live PART 1 「ドッキドキ！！スペシャルライブ ＰＡＲＴ １」 - Dokkidoki!! Supesharu Raibu PART 1             | 28 gennaio 2013   |         |
| 17 | Batticuore!! Special Live PART 2 「ドッキドキ！！スペシャルライブ ＰＡＲＴ ２」 - Dokkidoki!! Supesharu Raibu PART 2             | 4 febbraio 2013   |         |
| 18 | Il cioccolato dell'amore 「チョコっとらぶ」 - Chokotto rabu                                                                      | 11 febbraio 2013  |         |
| 19 | Quella ragazza della notte lunare ha il profumo del segreto 「月夜のあの娘は秘密の香り」 - Tsukiyo no ano ko wa himitsu no kaori | 18 febbraio 2013  |         |
| 20 | Scandalo vampiresco 「ヴァンパイア・スキャンダル」 - Vanpaia sukyandaru                                                          | 25 febbraio 2013  |         |
| 21 | Ladre alla moda☆Swallowtail 「オシャレ怪盗☆スワロウテイル」 - Oshare kaitō☆Suwarōteiru                                           | 4 marzo 2013      |         |
| 22 | Idol Aura e Calendar Girl 「アイドルオーラとカレンダーガール」 - Aidoru Ōra to Karendā Gāru                                      | 11 marzo 2013     |         |
| 23 | La musa della Ageha 「アゲハなミューズ」 - Ageha na myūzu                                                                        | 18 marzo 2013     |         |
| 24 | Enjoy♪Off Time 「エンジョイ♪オフタイム」 - Enjoi♪Ofu Taimu                                                                       | 25 marzo 2013     |         |
| 25 | La promessa del pesce d'aprile☆ 「エイプリルフールのやくそく☆」 - Eipuriru fūru no yakusoku☆                                     | 4 aprile 2013     |         |
| 26 | La stagione di Sakura 「さくらの季節（とき）」 - Sakura no toki                                                                  | 11 aprile 2013    |         |
| 27 | Si alza il sipario☆Fresh Girls Cup 「開幕☆フレッシュガールズカップ」 - Kaimaku☆Furesshu Gāruzu Kappu                             | 18 aprile 2013    |         |
| 28 | Mizuki e la tartaruga dal guscio molle della Cina 「美月とスッポン」 - Mizuki to suppon                                          | 25 aprile 2013    |         |
| 29 | Idol☆Teacher 「アイドル☆テｨーチャー」 - Aidoru☆Tīchā                                                                             | 2 maggio 2013     |         |
| 30 | Call & Response sincere 「真心のコール＆レスポンス」 - Magokoro no Kōru & Resuponsu                                              | 9 maggio 2013     |         |
| 31 | Un'idol nel giorno della mamma! 「母の日はアイドル！」 - Haha no hi wa aidoru!                                                   | 16 maggio 2013    |         |
| 32 | Ichigo Panic 「いちごパニック」 - Ichigo panikku                                                                                 | 23 maggio 2013    |         |
| 33 | Chance&Try☆ 「チャンス＆トライ☆」 - Chansu&Torai☆                                                                                | 30 maggio 2013    |         |
| 34 | Hello☆Super Idol 「Ｈｅｌｌｏ☆スーパーアイドル」 - Hello☆Sūpā Aidoru                                                             | 6 giugno 2013     |         |
| 35 | Stelle di lacrime 「涙の星」 - Namida no hoshi                                                                                   | 13 giugno 2013    |         |
| 36 | Tristar Take Off☆ 「トライスターテイクオフ☆」 - Toraisutā Teiku Ofu☆                                                             | 20 giugno 2013    |         |
| 37 | Verso il sole 「太陽に向かって」 - Taiyō ni mukatte                                                                              | 27 giugno 2013    |         |
| 38 | Strawberry Parfait♪ 「ストロベリーパフェ♪」 - Sutoroberī Pafe♪                                                                   | 4 luglio 2013     |         |
| 39 | Andate a prenderle, Soleil! 「それゆけ、ソレイユ！」 - Soreyuke, Soreiyu!                                                        | 11 luglio 2013    |         |
| 40 | Girl Meets Girl 「ガール・ミーツ・ガール」 - Gāru Mītsu Gāru                                                                     | 18 luglio 2013    |         |
| 41 | Miracolo arcobaleno☆ 「夏色ミラクル☆」 - Natsuiro mirakuru☆                                                                      | 25 luglio 2013    |         |
| 42 | Finale a bordo☆ 「船上のフィナーレ☆」 - Senjō no fināre☆                                                                         | 1º agosto 2013    |         |
| 43 | L'idol nel paese delle meraviglie! 「不思議の国のアイドル！」 - Fushigi no kuni no aidoru!                                       | 8 agosto 2013     |         |
| 44 | More-Than-True crisis! 「モア・ザン・トゥルークライシス！」 - Moa-Zan-Turū kuraishisu!                                           | 15 agosto 2013    |         |
| 45 | Happy Summer☆Vacation 「ハピサマ☆バケーション」 - Hapi Sama☆Bakēshon                                                             | 22 agosto 2013    |         |
| 46 | Respect J☆ 「リスペクトＪ☆」 - Risupekuto J☆                                                                                     | 29 agosto 2013    |         |
| 47 | Legend Idol: Masquerade 「レジェンドアイドル・マスカレード」 - Rejendo Aidoru: Masukarēdo                                        | 5 settembre 2013  |         |
| 48 | Wake up my music♪ 「Ｗａｋｅ ｕｐ ｍｙ ｍｕｓｉｃ♪」                                                                             | 12 settembre 2013 |         |
| 49 | Il luogo in cui va lo splendore 「輝きが向かう場所」 - Kagayaki ga mukau basho                                                   | 19 settembre 2013 |         |
| 50 | I ricordi sono nel futuro 「思い出は未来のなかに」 - Omoide wa mirai no naka ni                                                  | 26 settembre 2013 |         |

### Seconda stagione
Gli episodi sono stati raccolti in 9 DVD e 9 Blu-ray dal 4 marzo 2014 al 3 febbraio 2015.
| Nº  | Titolo italiano (traduzione letterale) Giapponese 「Kanji」 - Rōmaji                                                  | In onda           | In onda |
| Nº  | Titolo italiano (traduzione letterale) Giapponese 「Kanji」 - Rōmaji                                                  | Giapponese        |         |
| 51  | Questa ragazza rock è una Dream☆Girl 「ロックなあの娘はドリーム☆ガール」 - Rokku na ano ko wa Dorīmu☆Gāru             | 3 ottobre 2013    |         |
| 52  | Bentornata♫Strawberry 「おかえり♫ストロベリー」 - Okaeri♫Sutoroberī                                                   | 10 ottobre 2013   |         |
| 53  | Lalala☆★Rival 「ラララ☆★ライバル」 - Rarara☆★Raibaru                                                                  | 17 ottobre 2013   |         |
| 54  | Il segreto dei sorrisi 「笑顔のヒミツ」 - Egao no himitsu                                                             | 24 ottobre 2013   |         |
| 55  | La parola magica è Okeokeokay☆ 「合言葉はオケオケオッケー☆」 - Aikotoba wa Okeokeokkē☆                                | 31 ottobre 2013   |         |
| 56  | Il top secret sull'amore 「恋のトップシークレット」 - Koi no toppu shīkuretto                                         | 7 novembre 2013   |         |
| 57  | MascotCha Ran way! 「ゆるキャ蘭ウェイ！」 - YuruKya Ran wei!                                                          | 14 novembre 2013  |         |
| 58  | Magical Dancing♪ 「マジカルダンシング♪」 - Majikaru Danshingu♪                                                        | 21 novembre 2013  |         |
| 59  | Cioccolato e soluzioni☆Choco-Pop Detective 「ちょこっと解決☆チョコポップ探偵」 - Chokotto Kaiketsu☆Choko-Poppu Tantei | 28 novembre 2013  |         |
| 60  | Le vociferate PowaPuri☆ 「ウワサのぽわプリ☆」 - Uwasa no Powapuri☆                                                    | 5 dicembre 2013   |         |
| 61  | Kira Pata Magic☆ 「キラ・パタ・マジック☆」 - Kira Pata Majikku☆                                                       | 12 dicembre 2013  |         |
| 62  | Gli idol sono Babbi Natale! 「アイドルはサンタクロース！」 - Aidoru wa Santa Kurōsu!                                  | 19 dicembre 2013  |         |
| 63  | Battaglia Aikatsu rosso-bianca! 「紅白アイカツ合戦！」 - Kōhaku Aikatsu gassen!                                       | 26 dicembre 2013  |         |
| 64  | Lucky Idol☆ 「ラッキーアイドル☆」 - Rakkī Aidoru☆                                                                     | 9 gennaio 2014    |         |
| 65  | La porta verso il sogno 「夢への扉」 - Yume he no tobira                                                              | 16 gennaio 2014   |         |
| 66  | Il meraviglioso amore corrisposto 「ステキな両思い」 - Suteki na ryō-omoi                                             | 23 gennaio 2014   |         |
| 67  | Fortune Compass☆ 「フォーチュンコンパス☆」 - Fōchun Konpasu☆                                                          | 30 gennaio 2014   |         |
| 68  | L'Aurora Princess che fiorisce 「花咲くオーロラプリンセス」 - Hanasaku Ōrora Purinsesu                                | 6 febbraio 2014   |         |
| 69  | Cuore accogliente♡ 「おもてなしハート♡」 - Omotenashi hāto♡                                                           | 13 febbraio 2014  |         |
| 70  | Le esploratrici alla moda: Cool Angels! 「おしゃれ探検隊 クールエンジェルス！」 - Oshare tankentai Kūru Enjerusu!     | 20 febbraio 2014  |         |
| 71  | Aquarius scintillante 「キラめきはアクエリアス」 - Kirameki wa Akueriasu                                              | 27 febbraio 2014  |         |
| 72  | Happy☆Idol Fest 1st DAY! 「ハッピィ☆アイドルフェス １ｓｔ ＤＡＹ！」 - Happī☆Aidoru Fesu 1st DAY!                     | 6 marzo 2014      |         |
| 73  | Happy☆Idol Fest 2nd DAY! 「ハッピィ☆アイドルフェス ２ｎｄ ＤＡＹ！」 - Happī☆Aidoru Fesu 2nd DAY!                     | 13 marzo 2014     |         |
| 74  | Le memorie colorate di Sakura 「桜色メモリーズ」 - Sakura-iro memorīzu                                                | 20 marzo 2014     |         |
| 75  | Again♪Off Time 「アゲイン♪オフタイム」 - Agein♪Ofu Taimu                                                              | 27 marzo 2014     |         |
| 76  | Sorpresa☆Fresh Girl! 「びっくり☆フレッシュガール！」 - Bikkuri☆Furesshu Gāru!                                         | 3 aprile 2014     |         |
| 77  | La ricercata stella☆彡 「目指してるスター☆彡」 - Mezashiteru sutā☆彡                                                  | 10 aprile 2014    |         |
| 78  | Il miracolo comincia! 「ミラクルはじまる！」 - Mirakuru hajimaru!                                                     | 17 aprile 2014    |         |
| 79  | Yes! Best Partner 「Ｙｅｓ！ベストパートナー」 - Yes! Besuto Pātonā                                                   | 24 aprile 2014    |         |
| 80  | Aikatsu! Campo di addestramento 「アイカツ！ブートキャンプ」 - Aikatsu! Būto Kyanpu                                   | 1º maggio 2014    |         |
| 81  | ViViVi☆Partner 「ビビビッ☆パートナー」 - BiBiBi☆Pātonā                                                                | 8 maggio 2014     |         |
| 82  | Punta a quello☆Le migliori partner 「めざせ☆最高のパートナー」 - Mezase☆Saikō no pātonā                               | 15 maggio 2014    |         |
| 83  | Otome RAINBOW! 「おとめ ＲＡＩＮＢＯＷ！」 - Otome RAINBOW!                                                           | 22 maggio 2014    |         |
| 84  | Miracle fiorito! 「咲いてミラクル！」 - Saite Mirakuru!                                                               | 29 maggio 2014    |         |
| 85  | Rapsodia del deserto della Luna 「月の砂漠の幻想曲（ラプソディー）」 - Tsuki no sabaku no rapusodī                    | 5 giugno 2014     |         |
| 86  | My Dear Idol! 「マイ ディア アイドル！」 - Mai Dia Aidoru!                                                            | 12 giugno 2014    |         |
| 87  | Soleil☆Rising 「ソレイユ☆ライジング」 - Soreiyu☆Raijingu                                                              | 19 giugno 2014    |         |
| 88  | Il luogo leggendario 「伝説なつむぐ場所」 - Densetsu na tsumugu basho                                                 | 26 giugno 2014    |         |
| 89  | L'ammirazione è per l'eternità 「あこがれは永遠に」 - Akogare wa eien ni                                              | 3 luglio 2014     |         |
| 90  | Scintillanti✩Girls del futuro 「ひらめく✩未来ガール」 - Hirameku✩Mirai Gāru                                           | 10 luglio 2014    |         |
| 91  | Formazione✩Aikatsu 8 「結成☆アイカツ８」 - Kessei✩Aikatsu 8                                                           | 17 luglio 2014    |         |
| 92  | Summer Idol Story 「サマーアイドルストーリー」 - Samā Aidoru Sutōrī                                                   | 24 luglio 2014    |         |
| 93  | Twinkle Stars 「トゥインクル・スターズ」 - Tuinkuru Sutāzu                                                            | 31 luglio 2014    |         |
| 94  | Due ali 「ふたつの翼」 - Futatsu no tsubasa                                                                           | 7 agosto 2014     |         |
| 95  | Il luogo in cui sbocciano i sogni 「夢の咲く場所」 - Yume no saku basho                                               | 14 agosto 2014    |         |
| 96  | Let's! Akari Summer 「レッツ！あかりサマー」 - Rettsu! Akari samā                                                     | 21 agosto 2014    |         |
| 97  | La lettera segreta e la stella invisibile 「秘密の手紙と見えない星」 - Himitsu no tegami to mienai hoshi              | 28 agosto 2014    |         |
| 98  | Vestiti gemelli 「ふたごのドレス」 - Futago no doresu                                                                 | 5 settembre 2014  |         |
| 99  | Le lacrime del fiore 「花の涙」 - Hana no namida                                                                      | 11 settembre 2014 |         |
| 100 | Le ali per i nostri sogni 「夢へのツバサ」 - Yume he no tsubasa                                                       | 18 settembre 2014 |         |
| 101 | La SHINING LINE dell'ammirazione 「憧れのＳＨＩＮＩＮＧ ＬＩＮＥ」 - Akogare no SHINING LINE                          | 25 settembre 2014 |         |

### Terza stagione
Gli episodi sono stati raccolti in 9 DVD dal 3 marzo 2015 al 2 febbraio 2016 e quattro Blu-ray box dal 2 aprile 2015 al 6 gennaio 2016.
| Nº  | Titolo italiano (traduzione letterale) Giapponese 「Kanji」 - Rōmaji                                                                  | In onda           | In onda |
| Nº  | Titolo italiano (traduzione letterale) Giapponese 「Kanji」 - Rōmaji                                                                  | Giapponese        |         |
| 102 | Facciamo Aikatsu☆Pronti via!! 「アイカツしよう☆Ｒｅａｄｙ Ｇｏ！！」 - Aikatsu shiyō☆Ready Go!!                                       | 2 ottobre 2014    |         |
| 103 | Buon auspicio 「いいこと占い」 - Īkoto uranai                                                                                         | 9 ottobre 2014    |         |
| 104 | Aikatsu Dash! 「アイカツダッシュ！」 - Aikatsu dasshu!                                                                                | 16 ottobre 2014   |         |
| 105 | Effervescente ispirazione☆ 「はじけるヒラメキ☆」 - Hajikeru hirameki☆                                                                 | 23 ottobre 2014   |         |
| 106 | Idol☆Halloween 「アイドル☆ハロウィン」 - Aidoru☆Harōuin                                                                               | 30 ottobre 2014   |         |
| 107 | Due sognatori 「２人のドリーマー」 - Futari no dorīmā                                                                                 | 6 novembre 2014   |         |
| 108 | Metti i tuoi sentimenti in una mela 「想いはリンゴにこめて」 - Omoi wa ringo ni komete                                                | 13 novembre 2014  |         |
| 109 | Il vento caldo dell'Aikatsu! 「アイカツのアツい風！」 - Aikatsu no atsui kaze!                                                        | 20 novembre 2014  |         |
| 110 | L'appassionata Sangria Rosa 「情熱のサングリアロッサ」 - Jōnetsu no Sanguria Rossa                                                    | 27 novembre 2014  |         |
| 111 | Caro il mio fan! 「ディア マイ ファン！」 - Dia Mai Fan!                                                                              | 4 dicembre 2014   |         |
| 112 | GOGO! La squadra di supporto di Ichigo 「ＧＯＧＯ！いちご応援隊」 - GOGO! Ichigo ōen-tai                                              | 11 dicembre 2014  |         |
| 113 | Alla moda☆Vivid Girl 「オシャレ☆ヴィヴィッドガール」 - Oshare☆Vividdo Gāru                                                            | 18 dicembre 2014  |         |
| 114 | Happy Tree Christmas☆ 「ハッピーツリークリスマス☆」 - Happī Tsurī Kurisumasu☆                                                         | 25 dicembre 2014  |         |
| 115 | Relax☆Capodanno giapponese 「ほっこり☆和正月」 - Hokkori☆Kazumasatsuki                                                                | 8 gennaio 2015    |         |
| 116 | Ozora JUMP!! 「大空ＪＵＭＰ！！」 - Ōzora JUMP!!                                                                                      | 15 gennaio 2015   |         |
| 117 | Un canto colorato di Sumire (viola) 「歌声はスミレ色」 - Utagoe wa Sumire-iro                                                         | 22 gennaio 2015   |         |
| 118 | Un Aikatsu da Miyabi (elegante) 「みやびなアイカツ」 - Miyabi na Aikatsu                                                              | 29 gennaio 2015   |         |
| 119 | La danza di Nadeshiko 「ナデシコの舞い」 - Nadeshiko no mai                                                                           | 5 febbraio 2015   |         |
| 120 | Star☆Valentine 「スター☆バレンタイン」 - Sutā☆Barentain                                                                               | 12 febbraio 2015  |         |
| 121 | Una promessa per il futuro 「未来に約束」 - Mirai ni yakusoku                                                                         | 19 febbraio 2015  |         |
| 122 | Vampire Mystery 「ヴァンパイアミステリー」 - Vanpaia Misuterī                                                                         | 26 febbraio 2015  |         |
| 123 | Bouquet di primavera 「春のブーケ」 - Haru no būke                                                                                    | 5 marzo 2015      |         |
| 124 | Il fiore della regina 「クイーンの花」 - Kuīn no hana                                                                                 | 12 marzo 2015     |         |
| 125 | L'altra faccia dell'ammirazione 「あこがれの向こう側」 - Akogare no mukōgawa                                                          | 19 marzo 2015     |         |
| 126 | Un caldo♪Off Time 「ぽっかぽか♪オフタイム」 - Pokkapoka♪Ofu Taimu                                                                     | 26 marzo 2015     |         |
| 127 | Entrata al cielo stellato☆ 「星空エントランス☆」 - Hoshizora entoransu☆                                                               | 2 aprile 2015     |         |
| 128 | Lo showtime dei sogni 「夢のショータイム」 - Yume no shōtaimu                                                                         | 9 aprile 2015     |         |
| 129 | Discorso in passerella 「トークの花道」 - Tōku no hanamichi                                                                           | 16 aprile 2015    |         |
| 130 | La magia della unit 「ユニットの魔法」 - Yunitto no mahō                                                                              | 23 aprile 2015    |         |
| 131 | La splendente Dancing Diva 「輝きのダンシングディーヴァ」 - Kagayaki no Danshingu Dīva                                                | 30 aprile 2015    |         |
| 132 | Lo jalapeño che brucia di passione! 「灼熱の情熱ハラペーニョ!」 - Shakunetsu no jōnetsu harapēnyo!                                    | 7 maggio 2015     |         |
| 133 | Hello New World 「ハローニューワールド」 - Harō Nyū Wārudo                                                                            | 14 maggio 2015    |         |
| 134 | Skips spontanei♪ 「おもわずスキップス♪」 - Omowazu Sukippusu♪                                                                         | 21 maggio 2015    |         |
| 135 | Il mondo è incentrato su Kokone! 「世界の中心はここね！」 - Sekai no chūshin wa Kokone!                                               | 28 maggio 2015    |         |
| 136 | Il loro nome, AmaFuwa☆Nadeshiko 「その名も、あまふわ☆なでしこ」 - Sono na mo, AmaFuwa☆Nadeshiko                                       | 4 giugno 2015     |         |
| 137 | Batticuore☆Unit Cup 「ワクワク☆ユニットカップ」 - Wakuwaku☆Yunitto Kappu                                                              | 11 giugno 2015    |         |
| 138 | Brillantezza senza fronzoli☆ 「素顔の輝き☆」 - Sugao no kagayaki☆                                                                     | 18 giugno 2015    |         |
| 139 | Johnny e la sposa 「ジョニーと花嫁」 - Jonī to hanayome                                                                               | 25 giugno 2015    |         |
| 140 | Aikatsu Restorant 「アイカツレストラン」 - Aikatsu Resutoran                                                                          | 2 luglio 2015     |         |
| 141 | Hot Spicy Girls! 「ホットスパイシー・ガールズ！」 - Hotto Supaishī Gāruzu!                                                            | 9 luglio 2015     |         |
| 142 | Voglio dire "grazie" 「ありがとうが言いたくて」 - Arigatō ga iitakute                                                                 | 16 luglio 2015    |         |
| 143 | Orrore!? Summer Island 「戦慄！？サマーアイランド」 - Senritsu!? Samā Airando                                                         | 23 luglio 2015    |         |
| 144 | La grande operazione Candid Idol 「ドッキリアイドル大作戦」 - Dokkiri Aidoru daisakusen                                               | 30 luglio 2015    |         |
| 145 | Caldo festival estivo 「アツい夏祭り」 - Atsui natsumatsuri                                                                           | 6 agosto 2015     |         |
| 146 | Tre di noi ancora una volta 「もういちど三人で」 - Mō ichido san'nin de                                                               | 13 agosto 2015    |         |
| 147 | L'abbagliante Luminas 「輝きのルミナス」 - Kagayaki no Ruminasu                                                                       | 20 agosto 2015    |         |
| 148 | Si alza il sipario, il grande festival dell'Accademia Starlight☆ 「開幕、大スターライト学園祭☆」 - Kaimaku, dai Sutāraito Gakuen-sai☆ | 27 agosto 2015    |         |
| 149 | I nostri colori diversi 「ふぞろいのカラーたち」 - Fuzoroi no karā-tachi                                                              | 3 settembre 2015  |         |
| 150 | Il legame tra le stelle 「星の絆」 - Hoshi no kizuna                                                                                  | 10 settembre 2015 |         |
| 151 | La luce del palcoscenico 「ステージの光」 - Sutēji no hikari                                                                          | 17 settembre 2015 |         |
| 152 | La strada degli incontri 「出会いに続く道」 - Deai ni tsudzuku michi                                                                  | 24 settembre 2015 |         |

### Quarta stagione
Gli episodi sono stati raccolti in 4 DVD dal 2 marzo al 2 luglio 2016 e due Blu-ray box dal 2 aprile al 2 luglio 2016.
| Nº  | Titolo italiano (traduzione letterale) Giapponese 「Kanji」 - Rōmaji                                      | In onda          | In onda |
| Nº  | Titolo italiano (traduzione letterale) Giapponese 「Kanji」 - Rōmaji                                      | Giapponese       |         |
| 153 | Voliamo, in un nuovo vasto mondo! 「とびだそう、広がる世界！」 - Tobidasou, hirogaru sekai!               | 1º ottobre 2015  |         |
| 154 | Cambia la tua patata in un microfono 「ジャガイモをマイクにもちかえて」 - Jagaimo wo maiku ni mochi kaete | 8 ottobre 2015   |         |
| 155 | Carato emozionante☆ 「トキメキカラット☆」 - Tokimeki Karatto☆                                             | 15 ottobre 2015  |         |
| 156 | YOU! GO! KYOTO!! 「ＹＯＵ！ＧＯ！ＫＹＯＴＯ！！」                                                         | 22 ottobre 2015  |         |
| 157 | L'avvenimento del piccolo diavolo 「小悪魔ハプニング」 - Koakuma hapuningu                                | 29 ottobre 2015  |         |
| 158 | Voglio incontrarti, Okinawa 「会いたくて、沖縄」 - Aitakute, Okinawa                                      | 5 novembre 2015  |         |
| 159 | Galaxy☆Starlight 「ギャラクシー☆スターライト」 - Gyarakushī☆Sutāraito                                     | 12 novembre 2015 |         |
| 160 | Il sogno è perfect idol! 「夢はパーフェクトアイドル！」 - Yume wa pāfekuto aidoru!                        | 19 novembre 2015 |         |
| 161 | La storia dell'idol di Osaka 「大阪アイドルものがたり」 - Ōsaka Aidoru monogatari                         | 26 novembre 2015 |         |
| 162 | ☆Pazzo panico☆ 「☆めちゃパニック☆」 - ☆Meccha Panikku☆                                                    | 3 dicembre 2015  |         |
| 163 | Happiness Party♪ 「ハピネスパーティ♪」 - Hapinesu Pāti♪                                                   | 10 dicembre 2015 |         |
| 164 | Un sensazionale anno nuovo! 「さきどりニューイヤー！」 - Sakidori nyū iyā!                                | 17 dicembre 2015 |         |
| 165 | Luminas☆Christmas 「ルミナス☆クリスマス」 - Ruminasu☆Kurisumasu                                           | 24 dicembre 2015 |         |
| 166 | Il primo vento che ho trovato 「私が見つけた最初の風」 - Watashi ga mitsuketa saisho no kaze              | 7 gennaio 2016   |         |
| 167 | Il taccuino dei sogni 「夢のスケッチブック」 - Yume no suketchibukku                                      | 14 gennaio 2016  |         |
| 168 | Con una sola strada, strade differenti 「ひとつの道と、別れ道」 - Hitotsu no michi to, wakare michi       | 21 gennaio 2016  |         |
| 169 | Il miracolo di Hinaki! 「ひなきミラクル！」 - Hinaki mirakuru!                                            | 28 gennaio 2016  |         |
| 170 | La forza di un'idol 「アイドルのチカラ」 - Aidoru no chikara                                              | 4 febbraio 2016  |         |
| 171 | Migliore amica 「ベストフレンド」 - Besuto furendo                                                        | 11 febbraio 2016 |         |
| 172 | Spring DreaCarnival! 「春のドリアカーニバル！」 - Haru no DoriaKānibaru!                                  | 18 febbraio 2016 |         |
| 173 | Doppio miracolo☆ 「ダブルミラクル☆」 - Daburu Mirakuru☆                                                   | 25 febbraio 2016 |         |
| 174 | La mia mossa ora! 「私の Ｍｏｖｅ ｏｎ ｎｏｗ！」 - Watashi no Move on now!                               | 3 marzo 2016     |         |
| 175 | Il futuro che vogliamo far diventare realtà 「叶えたい未来たち」 - Kanaetai mirai-tachi                   | 10 marzo 2016    |         |
| 176 | La regina delle rose 「いばらの女王」 - Ibara no joō                                                      | 17 marzo 2016    |         |
| 177 | Guardando adesso al futuro 「未来向きの今」 - Mirai muki no ima                                           | 24 marzo 2016    |         |
| 178 | Il dono più grande 「最高のプレセント」 - Saikō no puresento                                              | 31 marzo 2016    |         |

## Film
| Nº | Titolo italiano (traduzione letterale) Giapponese 「Kanji」 - Rōmaji | In onda          | In onda |
| Nº | Titolo italiano (traduzione letterale) Giapponese 「Kanji」 - Rōmaji | Giapponese       |         |
| 1  | Aikatsu! - Il film 「劇場版 アイカツ！」 - Gekijōban Aikatsu! | 13 dicembre 2014 |         |
| 2  | Aikatsu! Music Awards - Lo SHOW in cui tutti ricevono un premio! 「アイカツ！ミュージックアワード みんなで賞をもらっちゃいまＳＨＯＷ！」 - Aikatsu! Myūjikku Awādo Minna de shō wo moracchaima SHOW! | 22 agosto 2015   |         |
| 3  | Aikatsu! ~L'Aikatsu Card magica presa di mira~ 「アイカツ！ ～ねらわれた魔法のアイカツ！カード～」 - Aikatsu! ~Nerawareta mahō no Aikatsu Kādo~                                                      | 13 agosto 2016   |         |